# Pala di San Martino
Die Pala di San Martino (2987 m s.l.m.) ist ein Berg in den Dolomiten. Aufgrund seiner Höhe von knapp 3000 Metern beherrscht der glattwandige Berg die zentrale Pala-Gruppe südöstlich von San Martino di Castrozza. Bekannt wurde die Pala di San Martino in Bergsteigerkreisen durch den Gran Pilaster, eine berühmte klassische Klettertour im mittleren Schwierigkeitsbereich.
Die Pala di San Martino ist von keiner Seite leicht zu erreichen. Bereits der Normalweg von der Pala-Hochfläche erfordert bergsteigerische Erfahrung sowie Kletterkönnen.
Der Gran Pilaster ist zusammen mit dem Abstieg über den Normalweg ein nicht zu unterschätzendes Unternehmen. Aus diesem Grunde befindet sich auf dem Gipfel der Pala di San Martino eine Biwakschachtel.

## Anstiege
Nordostgrat (Verbindungsgrat zur Pala-Hochfläche)
- Schwierigkeit: III
- Zeitaufwand: 2 Stunden
- Erstersteiger: Langes, Lorenz u. Gef. Devouassoud, 1921
- Bemerkung: üblicherweise im Abstieg begangen

Südwestpfeiler (Gran Pilaster)
- Schwierigkeit: IV-
- Zeitaufwand: 5 Stunden
- Erstersteiger: Langes, Merlet, 1920

Ostwand
- Schwierigkeit: V
- Zeitaufwand: 5 Stunden
- Erstersteiger: Ettore Castiglioni und Vitale Bramani, 1934

Direkte O-Wand
- Schwierigkeit: V
- Erstersteiger: Simon und Wiessner, 1926